# 美德黨
美德黨（土耳其語：Fazilet Partisi，FP）是1998年12月在土耳其成立的伊斯蘭主義政黨。美德黨被土耳其憲法法院裁定違反“憲法”的世俗主義條款後，於2001年6月22日遭到禁制。此後美德黨的國會議員另行組建了兩個政黨：改革派的正義與發展黨（AKP）和傳統主義的幸福黨（SP）。

## 歷史
美德黨的創建者也是國民秩序黨（MNP）、全國救國黨（MSP）和福利黨（RP）的活躍成員。
美德黨女黨員米爾維·卡瓦克希於1999年當選國會議員後，因為戴著頭巾而被禁止在土耳其國民議會宣誓就職，隨後被取消議席。
前黨主席穆罕默德·賴·古丹以美德黨名義向歐洲人權法院提起訴訟，指控違反第十條（言論自由）和第十一條（結社自由）等。2005年12月，古丹向法庭表示打算撤回申請，有可能是鑒於2004年雷拉·沙欣起訴土耳其案的不利判決，法院於是把案件剔除。